# Perklorsyra

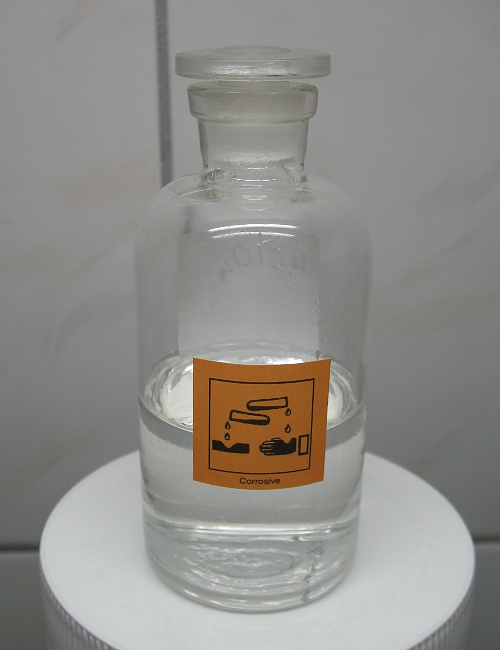

Perklorsyra  (HClO4), eller det föråldrade namnet överklorsyra, är en färglös, vattenlöslig vätska med mycket starkt sur reaktion, starkare än exempelvis koncentrerad svavelsyra. Perklorsyra tar upp vatten från luften och har därmed en tendens att späda ut sig själv i fuktiga miljöer, och bildar en azeotrop blandning med vatten vid ett förhållande på ungefär 72,5 % syra. Ren anhydrerad perklorsyra är oljig till konsistensen, sönderdelas långsamt vid rumstemperatur och kan explodera, medan däremot azeotropblandningen är stabil.
Perklorsyrans salter kallas perklorater.

## Framställning
Perklorsyra kan framställas genom att angripa en lämplig perklorat, till exempel natriumperklorat (NaClO4) eller ammoniumperklorat (NH4ClO4), med en stark syra som svavelsyra (H2SO4) eller salpetersyra (HNO3).
{\displaystyle {\rm {NaClO_{4}+H_{2}SO_{4}\rightarrow NaHSO_{4}+HClO_{4}}}}
{\displaystyle {\rm {NH_{4}ClO_{4}+HNO_{3}\rightarrow HClO_{4}+N_{2}O+2\ H_{2}O}}}